# Guy Foissy
Guy Foissy est un dramaturge et directeur de théâtre français né le 12 juin 1932 à Dakar (Sénégal) et mort le 11 juin 2021 à Mandelieu-la-Napoule (Alpes-Maritimes). Il est l'auteur de près d'une centaine de pièces, la plupart courtes.

## Biographie
Guy Foissy passe toute son enfance en Afrique-Occidentale française (Soudan français, Dahomey…) avant de s'installer à Paris en 1946. Il a quatorze ans quand il écrit sa première pièce en alexandrins (Nous habitons tous Charenton).
Ses premières pièces sont créées en 1956 au théâtre de la Huchette. Un éditeur japonais publie en 1966 En regardant tomber les murs dans une Anthologie du théâtre contemporain mondial. L'engouement est immédiat et, en 1976, est créée la compagnie théâtrale Guy Foissy, dirigée par Masao Tani et consacrée exclusivement à la représentation de ses pièces. Sa pièce Cœur à deux est créée en 1971 à la Comédie-Française dans une mise en scène de Jean-Pierre Miquel. Il connaît parallèlement une carrière internationale, voyant son œuvre jouée dans plus de 35 pays et traduite dans une quinzaine de langues.
Il travaille aussi dans l'action culturelle comme administrateur du théâtre de Bourgogne, directeur du Centre d’action culturelle de Mâcon  et directeur du Centre culturel français de Gênes.
Il obtient de nombreux prix au cours de sa carrière : prix Coup de Théâtre-Les Nouveaux Auteurs de l'ORTF en 1969, prix Courteline en 1978, prix de l'Humour noir du spectacle en 1979, prix de la Radio de la SACD en 2001 et prix Théâtre de la SACD en 2013.
Il est nommé officier dans l'ordre des Arts et des Lettres et chevalier dans l'ordre des Palmes académiques.
Il meurt le 11 juin 2021 à Mandelieu-la-Napoule (Alpes-Maritimes), à l'âge de 88 ans.

## Œuvres

### Théâtre
- 1956 : Le Passé composé
- 1956 : Saracanas
- 1965 : L'Entreprise
- 1965 : L’Événement
- 1966 : Annonce matrimoniale (rév. 1980)
- 1966 : En regardant tomber les murs
- 1966 : Je m'appelle Rhubarbe
- 1966 : L'Arthrite
- 1968 : Le Voyage au Brésil, mise en scène de André-Louis Perinetti, théâtre de l'Alliance française
- 1968 : Racisme
- 1970 : Full up, mise en scène de Claudine Vattier, théâtre Gramont
- 1971 : Cœur à deux, mise en scène de Patrick Roegiers
- 1971 : Le Discours du père
- 1971 : Le Motif
- 1972 : Demain la fête
- 1972 : Demain, la fête
- 1972 : La Poigne
- 1972 : Spécial-Sang
- 1974 : Il faut viser la pierre
- 1974 : Monsieur Gnaka
- 1975 : Attendons la fanfare
- 1977 : Dracula-Travel
- 1977 : La Goutte
- 1978 : La Crique
- 1980 : L'Abaca
- 1980 : L'Escargot
- 1981 : L'Ambulance
- 1981 : L'Enfant mort sur le trottoir
- 1981 : Soirées bourgeoises
- 1983 : Chicago-Blues
- 1985 : La Menace
- 1986 : Commissaitre Badouz
- 1986 : L'Attribut
- 1986 : L'Homme sur le parapet du pont (Dijon)
- 1986 : La Grande Sauterie (Cannes)
- 1986 : La Ronde de sécurité
- 1986 : Le Roi de haut en bas
- 1986 : Toujours quelqu'un sous l'arbre
- 1987 : Innocentes Manies
- 1987 : L'Événement
- 1987 : Rapt
- 1988 : Direction Critorium
- 1988 : Direction Critorium (Avignon)
- 1988 : L'Homme sur le parapet du pont
- 1989 : 36.15 Jeanne l'Artiste (Luxembourg)
- 1989 : Dans le vieux parc solitaire et glacé
- 1990 : Le Voyage au Brésil
- 1990 : Veillée funèbre
- 1991 : La Dame au violoncelle
- 1992 : Rires aux éclats
- 1993 : Loin du golfe
- 1994 : Le Cimetière des poètes
- 1995 : Changement de direction
- 1995 : La Société des Alloqués
- 1995 : Vive la libre entreprise
- 1996 : La Secte des 1000
- 1997 : Il s'en passe des choses dans ma cité
- 1998 : À l'enterrement d'une page blanche
- 1998 : L'Auditoire
- 2001 : Dix pièces en un acte
- 2003 : L'Espion volant
- 2004 : Six Foissy
- 2006 : Le Cimetière des maris
- 2006 : Un air du temps
- 2007 : Dépositions
- 2007 : Le Charme de la laideur
- 2008 : La Femme qui dit
- 2009 : Emy/Ema
- 2009 : Vu du banc
- 2010 : L'Homme qui voulait donner
- 2010 : Les Feux follets
- 2012 : La Manif
- 2013 : La Longue Vie d’Élysée Bismarq (avec un Q)
- 2018 : Vu du banc
- Chant du rien
- Foire aux treize
- Homo-CV
- L'Anarchiste
- L'Autre Moitié du monde
- La Trahison d'Albinos
- Le Bocal
- Le Dernier des vrais
- Les jeunes préfèrent les vieux
- Les Présidents
- Maigret et la Feuille blanche
- Ni vu ni connu
- Off
- Spiritisme
- Voyance

Théâtre pour enfants
- 1974 : L'Épouvantail
- 1980 : Le crapaud manivelle
- 1980 : Chapeau rond, chapeau carré
- 1983 : La Malle à mots
- 2007 : Histoire des Floutt

### Pièces radiophoniques
- 1960 : Howard Doghot
- 1969 : Au début du voyage
- 1969 : Le Temps des loisirs
- 1970 : Le ciel est noir, la terre est bleue
- 1977 : Chez Marcel au plat du jour
- 1981 : L'Interrogatoire